# Wolfgang Cortjaens
Wolfgang Cortjaens (* 1966 in Aachen) ist ein deutscher Bau- und Kunsthistoriker.

## Leben
Cortjaens studierte Bau- und Kunstgeschichte an der RWTH Aachen und an der Universität Gent. 1999 promovierte an der RWTH Aachen über sakrale Ausstattungskunst des Historismus zum Dr. phil. Mit seiner Dissertation gewann er das Paul-Clemen-Stipendium. In den Jahren 2002 bis 2004 absolvierte er ein wissenschaftliches Volontariat an den Staatlichen Museen zu Berlin. Als Assistent wirkte er an der Erstellung mehrerer großer Ausstellungen, u. a. Blicke auf Europa. Europa und die Deutsche Malerei des 19. Jahrhunderts (Brüssel und München 2007) und Begas – Monumente für das Kaiserreich (Berlin 2010/11). Ab 2004 als Wissenschaftlicher Mitarbeiter an der Katholieken Universiteit Leuven (KADOC – Documentatie- en Onderzoekscentrum voor Religie, Cultuur en Samenleving) tätig, wurde er im Jahr 2011 Kustos und stellvertretender Museumsleiter des von ihm mit aufgebauten Begas-Hauses in Heinsberg. Von 2016 bis 2018 leitete er das Archiv und die Bibliothek des Schwulen Museums in Berlin. Heute ist er Sammlungsleiter für Angewandte Kunst und Grafik am Deutschen Historischen Museum.
Coertjaens schrieb zahlreiche Veröffentlichen zur Malerei, Skulptur, Architektur und Kunsttheorie des 19. Jahrhunderts.

## Veröffentlichungen (Auswahl)
- Oscar Begas (1828–1883). Ein Berliner Maler zwischen Hof und Bourgeoisie. Michael Imhof Verlag, Petersberg 2017.
- Kirchenschatz St. Peter zu Aachen. Sakrale Kunst aus vier Jahrhunderten im Spiegel der Pfarrgeschichte. Einhard, Aachen 2003.
- Rheinische Altarbauten des Historismus. Sakrale Goldschmiedekunst 1870–1918. CMZ, Rheinbach 2002.
- Wolfgang Cortjaens, Christian E. Loeben: Queer Archaeology, Marie Leidorf, Rahden/Westfalen 2022, ISBN 978-3-86757-099-2